# Fernand Deligny
Fernand Deligny (* 7. November 1913 in Bergues (Nord); † 18. September 1996 in Monoblet, Département Gard) war ein französischer Sozialpsychologe, der im Bereich der Psychiatrie gearbeitet hat. Er war ein entschiedener Gegner der klassischen Behandlung und Hospitalisierung von schwer erziehbaren und autistischen Kindern. Seit Anfang der 1960er-Jahre lebte er mit einer Gruppe von autistischen Kindern weit weg von jeglichen Institutionen in Südfrankreich, in den Cevennen. Aufgrund seiner Schriften und Filme, mit denen er sein Projekt begleitete, wird er auch als Pädagoge, Erzieher, Filmemacher, Schriftsteller, Künstler, Philosoph und Dichter des Autismus bezeichnet.

## Leben
Fernand Deligny ist der Sohn von Louise Laqueux und Camille Deligny. Nach dem Tod seines Vaters während des Ersten Weltkriegs lebte Fernand in Bergerac, dann in der Nähe von Lille. Nach dem Abitur mit dem Schwerpunkt Philosophie begann er mit dem Vorbereitungskurs („khâgne“) für die École normale supérieure (ENS). Im zweiten Jahr brach er diesen Kurs ab und besuchte Seminare zur Psychologie und Philosophie an der Universität.
Zu dieser Zeit (1934) entdeckte er das Asyl von Armentières. Er leistete seinen Militärdienst und wurde 1936 Grundschullehrer in Paris. 1938 heiratete er Jo Saleil, die Tochter eines Lehrers. Er wurde Sonderschullehrer im psychiatrischen Krankenhaus von Armentières. 1939/1940 wurde er von der französischen Armee eingezogen. Er erzählte, dass während des "Exodus" (der Flucht vor den Deutschen) im Mai–Juni 1940 einige chronische Geisteskranke das Krankenhaus verlassen haben und erst nach dem Krieg wiedergefunden wurden, vollkommen in ein normales Leben eingegliedert, ohne irgendeine psychiatrische Betreuung. Das sollte seine kritische Sicht der Institutionen prägen.
1943 wurde er technischer Berater der ARSEAA (Association régionale pour la sauvegarde de l'enfant, de l'adolescent et de l'adulte). Er nahm an der Eröffnung eines Zentrums zur Bekämpfung der Delinquenz in Lille teil.
1946 wurde er zum Delegierten des Departements von Travail et Culture ernannt.
Dank Henri Wallon wurde er 1948 in dessen Laboratorium für Kinderpsychologie in Paris berufen. Hier fanden die Treffen zur Gründung von La Grande Cordée statt, einer experimentellen Organisation zur kostenlosen Behandlung von Heranwachsenden. Dieses Zentrum wurde von Henri Wallon geleitet, die medizinisch-psychologische Betreuung der Kinder hatte Louis Le Guillant.

### Weiterentwicklung
Als ehemaliger Lehrer begann Deligny, mit sogenannten „Problemkindern“ (geistig Behinderte oder Straffällige) zu arbeiten. Er schrieb damals einige Bücher, die auch heute noch von Interesse sind: Graine de crapule, Les vagabonds efficaces. Beeinflusst von den neuen Pädagogiken, insbesondere von den Ideen von Célestin Freinet, setzte er sich für pädagogische Methoden ein, da er die institutionalisierten Methoden und die Kinder mit der Realität des Lebens konfrontieren will.
Seit den 1960er-Jahren arbeitete er an der Clinique de La Borde, und von dort brach er nach Monoblet in den Cevennen auf, um mit jungen Autisten zusammenzuleben. In ihrer Nähe begann er, von lignes d'erre (vielleicht missverständlich mit „Irrlinien“ übersetzt, die die regelmäßigen Wege der Kinder in ihrem Lebensraum darstellen) und von chevêtres (Knotenpunkte, an denen die Wege der autistischen Kinder sich überschneiden) zu sprechen. Diese Irrlinien und Knotenpunkte wurden auf „Karten“ eingezeichnet, die an Werke der modernen Kunst erinnern. 1973 drehte er mit Renault Victor den Film Ce gamin, là, der vom gemeinschaftlichen Leben mit „Janmari“, einem Autisten, der bei ihm lebte, erzählt. Dieser Film zeigt die Umwelt und die Lebensbedingungen, unter denen ein alternativer und libertärer Umgang mit autistischen Kindern vorstellbar ist.
Es war sicherlich kein Zufall, dass Deligny in die Cevennen ging, damals einer der ärmsten Landstriche Frankreichs, in dem noch der rebellische Geist der Albigenser und Katharer spürbar ist. Die Versuche früherer französischer Könige, dort eine Seidenraupenzucht aufzubauen, waren kläglich gescheitert und hatten zu den Aufständen der Kamisarden geführt. Übrig geblieben waren viele halb verfallene Häuser, in denen Deligny und seine Gruppe ein (oder eher kein) Dach über dem Kopf finden konnten.
Er arbeitete vor allem mit dem Zentrum zusammen, das von Maud Mannoni in Bonneuil-sur-Marne geschaffen wurde. Eine recht anschauliche Beschreibung des Lebens mit autistischen Kindern findet sich in einem Buch seines langjährigen Mitarbeiters Jacques Lin. Zu diesem Buch liegt ein aufschlussreicher Artikel von Helmut Höge mit dem Titel "Antipsychiatrie mit Zuschauern" vor.
Deligny verfasste viele Bücher, und sein Projekt wurde Gegenstand mehrerer Filme. Insbesondere Le Moindre Geste, den er zusammen mit Josée Manenti drehte, und Ce gamin, là zeigen, dass das Leben in einer Gemeinschaft, das er den autistischen Kindern vorschlägt, es ihnen ermöglicht, besser zu leben. Symptome wie Sich-bis-aufs-Blut-kratzen oder Mit-dem-Kopf-gegen-die-Wand-schlagen werden immer seltener.
Die Arbeiten von Fernand Deligny wurden auch außerhalb des pädagogisch-psychiatrischen Milieus sehr aufmerksam gelesen, insbesondere von Gilles Deleuze.

## Fernand Deligny,Dichter und Ethnologe
Deligny verstand sich weniger als Sozialarbeiter, sondern eher als Dichter und Ethnologe. Seine Texte sind zumeist als Aphorismen verfasst und erinnern daher an bestimmte Schriften von Nietzsche. Wenn Deligny auf theoretischer Ebene von Autisten spricht, bezieht er sich auf Fälle, bei denen die Betroffenen weder sprechen noch Sprache zu verstehen scheinen, deren agir (handeln) sich vom faire (tun) von uns Sprechenden unterscheidet. Damit gibt er dem Verdikt von Ludwig Wittgenstein – Wovon man nicht sprechen kann, darüber muss man schweigen – eine andere Deutung. Gibt es jenseits der Sprache Bereiche, zu denen Autisten, ähnlich wie Künstler, einen Zugang haben?
Die 1970er Jahre, in denen die wichtigsten Texte von Deligny entstanden sind, waren die Hochzeit des Strukturalismus und von textkritischen Gruppen wie Tel Quel, die Deligny beeinflusst haben. Aber wichtiger waren für ihn vielleicht die Überlegungen von Jacques Lacan und die Erkenntnisse von Ethnologen wie Claude Lévi-Strauss und Pierre Clastres.
Nach dem Mai 68, als große Teile der Protestbewegung sich in Landkommunen organisierten und eine glühende Begeisterung für Okzitanien ausbrach, wurde Delignys Projekt zu einer Art von alternativem Tourismusziel (was nicht immer für Freude gesorgt hat). Immerhin führte die zunehmende Bekanntheit des Projekts dazu, dass zum Beispiel die englische Rockband Pink Floyd es finanziell unterstützt hat.

## Schriften
- Pavillon 3 (1944), Éditions de l’Opéra
- Graine de crapule – Conseils aux éducateurs qui voudraient la cultiver (1945), Éditions Victor Michon
- Puissants personnages (1946), Éditions Victor Michon
- Les Vagabonds efficaces et autres textes (1947), Éditions Dunod
- Les Enfants ont des Oreilles (1949), Éditions du Chardon Rouge
- Adrien Lomme. Roman (1958), Gallimard
- A comme asile suivi de Nous et l'innocent (1975), Éditions Dunod
- Les Enfants ont des oreilles (1976), Maspero
- Ces enfants autistes dont le projet nous échappe, Eres
- Les Enfants et le silence, Galilée
- Les détours de l'agir ou le moindre geste (1979), Hachette
- Singulière Ethnie: nature et pouvoir et natüre du pouvoir (1980), Hachette
- Essi et copeaux (2005), Le mot et le reste
- Lointain prochain ou Les deux mémoires, éditions Fario, Paris, 2012
- Œuvres, hrsg. von Sandra Alvarez de Toledo, Éditions L'Arachnéen, Paris 2007 [1845 p.]
- L'Arachnéen et autres textes, Éditions L'Arachnéen, Paris 2008

### Deutsche Ausgaben
- Ein Floß in den Bergen, dt. von Clemens-Carl Haerle. Merve Verlag, Berlin 1980
- Provokateure des Glücks, Basis Verlag, Berlin 1984
- Irrlinien. Chronik eines Versuchs, Verlag Peter Engstler, Ostheim/Rhön 2002
- Briefe an einen Sozialarbeiter, Verlag Peter Engstler, Ostheim/Rhön 2008
- Annäherungen an das Bild, Verlag Peter Engstler, Ostheim/Rhön 2011
- Eine einzigartige Ethnie. Natur und Macht und die Macht der Natur, Verlag Peter Engstler, Ostheim/Rhön 2013
- Seinsspuren und Schattengemäuer: Pest und Quecke, Verlag Peter Engstler, Ostheim/Rhön 2014
- Die Umwege des Handelns oder die kleinste Gebärde, Verlag Peter Engstler, Ostheim/Rhön 2016

## Filme
Regie:
- Le moindre geste – Regie: Josée Manenti und Jean-Pierre Daniel (1962–1971), Éditions Montparnasse

Mit Fernand Deligny:
- Ce gamin là – Regie: Renaud Victor (1975), Éditions Montparnasse
- Fernand Deligny, à propos d’un film à faire – Regie: Renaud Victor (1989), Éditions Montparnasse